# Eudoxiu de Hurmuzachi (1845)
Eudoxiu de Hurmuzachi (n. 1845, Cernăuți, Imperiul Austriac – d. 1931, Cernăuți, România) a fost un politician austriac, apoi român, membru al Consiliului Imperial. A făcut parte din celebra familie Hurmuzachi. 